# Microrregión de Três Rios
La microrregión de Três Rios, conocida, en conjunto con la microrregión de  Vassouras, como Centro-Sur Fluminense, es una de las  microrregiones del estado brasileño del Río de Janeiro perteneciente a la mesorregión del Centro Fluminense. Posee un área de 1.664,409 km² y su población fue estimada en 2006 por el IBGE en 154.542 habitantes y está dividida en cinco municipios.

## Municipios
- Areal
- Comendador Levy Gasparian
- Paraíba do Sul
- Sapucaia
- Três Rios

- Datos: Q954796
- Multimedia: Três Rios / Q954796